# Жак-Луј Давид
Жак-Луј Давид (фр. Jacques-Louis David; Париз, 30. август 1748 — Брисел, 29. децембар 1825) био је француски сликар и утемељивач класицистичког сликарства у Француској. Полазна фаза његовог стваралаштва била је под утицајем дела његовог пријатеља, рококо сликара Франсое Бушеа и студија код Жезеф-Мари Вјена. Приликом првог боравка у Италији (1775—1780), учио је копирајући класична дела, па је тако прешао из рококоа у класицистичку фазу. У Риму је 1784. насликао чувену слику Заклетва браће Хорација коју је наручио француски краљ Луј XVI. У овој слици је до савршенства довео концепт класицизма. Слика представља монументално дело које афирмише примат линије над бојом и кретањем, а које ће 1785. на Салону бити проглашено манифестом нове школе. По повратку у Париз из Италије, његов атеље постаје стожер око кога се окупљају млади уметници Био је Робеспјеров следбеник и, између осталог, врстан портретиста, у којима је показао да је сјајан посматрач и сликар.
Током Француске револуције, од 1792. био је члан Народне скупштине и председник клуба јакобинаца 1793/94. године. У овом периоду сликао је дело Мараова смрт које је у потпуности било у служби револуције. Био је хапшен због политичког ангажмана. Од пресудног значаја за његово стваралаштво био је сусрет са Наполеоном. Године 1804, постављен је за првог дворског сликара. Уследиле су слике у којима је величао цара Француза. Истовремено се бавио античким темама. Након пада Наполеона морао је да напусти Париз. Последње године провео је у Бриселу, радећи митолошке теме смелог колорита као што је Амор и стрела. Подучавао је бројне француске сликаре.
Луј Давид је засновао естетику према којој ће каснији правци француског сликарства морати да се одреде или прихватањем или одбијањем.
Међу његовим познатим сликама је Сократова смрт.

## Биографија

### Ране године
Давид је рођен исте године када су нова ископавања на рушевинама Помпеја и Херкуланума затрпаним вулканском лавом и пепелом почела да подстичу стилски повратак на антику (а да није, како се дуго сматрало, он сам главни узрок тог повратка). Његов отац, мали, али успешан трговац текстилом убијен је у двобоју 1757. године, а дечака су касније подигла, наводно не баш нежно, двојица стричева. После класичних студија књижевности и курса цртања, послат је у атеље Жозефа-Мари Вјена, сликара историјског жанра који се приклонио растућем укусу за грчко-римску старину, а да није сасвим напустио лагани осећај и еротику која је била у моди раније на почетку века. Са 18 година, очигледно надарен уметник у настајању Давид је уписан у школу Краљевске академије за сликарство и вајарство. После четири неуспеха на званичним такмичењима и година обесхрабрења који су укључивали чак и покушај самоубиства (стоичком методом изгладњивања), коначно је 1774. године добио „римску награду” (Prix de Rome), владину стипендију која не само да је обезбеђивала боравак у Италији већ практично гарантовала уносне провизије у Француској. Његово награђено дело, Антиох и Стратоника, открива да тада на њега још увек утиче рококо шарм сликара Франсоа Бушеа, који је био и породични пријатељ.
У Италији је било много утицаја, укључујући оне мрачне болоњске школе из 17. века, спокојно класичног Николе Пусена и драматично реалистичног Каравађа. Давид је упио сва три утицаја, са очигледном склоношћу према јаком кјароскору, присутном код следбеника Каравађа. Чинило се да је неко време био решен да испуни заклетву коју је себи дао напуштајући Француску: „Уметност антике ме неће завести, јер јој недостаје живости’’. Али, заинтересовао се за неокласичне доктрине које су у Риму развили, између осталих, немачки сликар Антон Рафаел Менгс и историчар уметности Јохан Јоахим Винкелман. У друштву Катрмера д Кансија, младог француског вајара који је снажно заговарао повратак на антику, посетио је рушевине Херкуланума, дорске храмове у Паезтуму и Помпејске збирке у Напуљу. Испред античких ваза и стубова осећао се, рекао је касније, као да је управо „оперисан од очне мрене”.

### Успон до славе: 1780–94
Вративши се у Париз 1780. године, завршио је и успешно изложио слику Велизари проси милостињу, у којој је комбиновао племенито сентименталан приступ антици са сликовном техником која подсећа на Пусена. Године 1782. се оженио надахнутом Маргаритом Пекул, чији је отац био богати грађевински предузимач и надзорник радова на Лувру – што је било значајан положај. Од тог момента Давид је убрзано напредовао.
Патос и сликарска вештина Андромаха оплакује Хектора му је омогућила да постане члан Краљевске академије 1784. године. Исте године, овога пута у пратњи супруге и помоћника, враћа се у Рим са задатком да доврши слику за коју се чини да је првобитно инспирисана паришком представом Хорација под вођством Пјера Корнеја. Резултат, који на крају није заснован на било ком инциденту у представи, била је Заклетва браће Хорација. Тема је свечани тренутак, набијен стоицизмом и простом храброшћу, односно моменат када се тројица браће Хорација суочавају са својим оцем и нуде своје животе како би осигурали победу Рима у рату са Албом; сликовни третман – чврсте контуре облика, огољени кубични простор, трезвена боја, композиција налик фризу и јасно медитеранско осветљење – подједнако је строго нерококовски као и сама тема. Изложена прво у Давидовом атељеу у Риму, а затим, након повратка у Француску, у званичном паришком салону 1785. године, слика је створила сензацију; сматрана је манифестом уметничког препорода (термин неокласицизам још није био у употреби) који би излечио Европу од дуготрајне зависности од финих еротских облина и тема будоара. На крају је дело постало симбол – иако то готово сигурно није била првобитна намера – за окончање корупције декадентне аристократије и својеврстан манифест за повратак строгом, патриотском моралу који се приписује републиканском Риму.
Давид је тако постао херој францсуке културе; чак су га у неким деловима називали и месијом. Своју славу је увећао 1787. године, морално уздижућом сликом Сократова смрт. Године 1788. слика мање моралистичку, али археолошки занимљиву слику Парис и Хелена, а 1789. још једну лекцију самопожртвовања, Ликтори Бруту доносе тела његових синова. На слици је приказан римски вођа и конзул, оснивач римске републике, како прима мртва тела својих синова, које је сам осудио на смрт јер су хтели да врате монархију у Рим. Док је Брут био на видику, започела је Француска револуција, а ова слика римског конзула патриоте који је осудио своје издајничке синове на смрт је добила неочекивани политички значај. Такође је, вероватно захваљујући тачној реконструкцији детаља римске свакодневнице, имала ефекат који је можда био једнако неочекиван, јер је тако Давид започео дуг и опсежан утицај на тадашњу француску моду. Савремени француски домови су почели да имитирају његов римски намештај; мушкарци су се шишали у римском стилу; а жене су усвојиле хаљине и фризуру Брутових кћери. Касније је ултрамодерна усвојила чак и лепршаву хаљину Сабињанке, која истиче њене телесне облине.
У првим годинама француске револуције, Давид је био члан екстремистичке јакобинске групе коју је водио Робеспјер, и постао је енергичан пример политички ангажованог уметника. Изабран је на Националном сабору 1792. године, тачно на време да би могао да гласа за погубљење Луја XVI. До 1793. године, као члан уметничке комисије, он је практично био уметнички диктатор Француске и добио је надимак „Робеспјерова четкица’’. На Конвенцији је држао моралне и естетске говоре:
Уметник мора бити филозоф. Сократ, вешт вајар, Жан-Жак (Русо), добар музичар, а бесмртни Пусен, који је на платну оставио узвишене лекције филозофије, толики су докази да уметнички геније не би требао имати другог водича сем бакље разума.
Наводно вођен бакљом разума, а можда и горким сећањима на своје многе неуспешне покушаје да освоји „римску награду”, успео је да укине Краљевску академију, а са њом и велики део система старог режима за обучавање и покровитељство будућих уметника. Академију је накратко заменило тело под именом „Комуна уметности”, затим група под називом „Популарно и републиканско друштво уметности”, и на крају, коначно, 1795. године, и након што је Давиду одузета власт, долази почетак једног новог система – комбинација Француског института и Школе лепих уметности – који ће доминирати француским уметничким животом током већег дела 19. века.
Током ових година своје диктатуре, Давид је често био заузет револуционарном пропагандом. Издавао је пригодне медаље, постављао обелиске у провинцијама и приређивао националне фестивале и грандиозне сахране које је нова влада приређивала својим мученицима. Неки од његових сликарских пројеката у то време никада нису у потпуности изведени: један од њих је недовршени Жозеф Бара, посвета дечаку бубњару ког су убиле краљеве присталице, а други је скицирана Заклетва са тениског терена, која је у знак сећања на тренутак 1789. године када се „Трећи сталеж” (обичан народ) заклео да се неће распустити док се не донесе и усвоји нови устав. Смрт Лпелитјеа де Сен-Фаржо, насликана у славу убијеног посланика и коју је Давид сматрао једном од својих најбољих слика, на крају је уништена. Резултат свега овога је да је уметничка јакобинска инспирација представљена углавном Смрћу Марата, насликаном 1793. године убрзо након што је вођу револуције убио Шарлот Корде. Ова „пијета француске револуције’’, како су је назвали, генерално се сматра Давидовим ремек-делом и примером како је, под притиском истинских емоција, неокласицизам могао да се претвори у трагични реализам.

### Касне године: 1794–1825
Године 1794, пошто је његов пријатељ Робеспјер послат на гиљотину, Давид је ухапшен. Говорило се да се на суђењу лоше бранио, мрмљајући да се у будућности намерава везивати „за принципе, а не за људе’’. Затваран је два пута, четири месеца 1794. године и још два месеца наредне, већину времена у неудобној Луксембуршкој палати у Паризу. Утешно за њега је било то што му је било дозвољено да слика, а такође и чињеница да се његова супруга, која се две године раније развела од њега због тога што је гласао за краљеву смрт, сада лојално вратила у тренутку невоље и поново се удала за њега. Током свог првог боравка у затвору, са прозора је насликао свој једини пејзаж, Поглед на вртове луксембуршке палате. Док је био привремено задржан у другој згради у Паризу, насликао је и један недовршени аутопортрет (слика горе у инфокутији). На њему и са 46 година старости, појављује се као један младић-дечак са романтично разбарушеном косом, смеђим очима и генерално агресивним, али забринутим изгледом; тумор на образу од којег је патио читав свој одрасли век и за који се каже да му је ометао говор, даје лицу благу заобљеност.
И током свог притвора задржао је три атељеа у Лувру, а након амнестије 1795, посветио се подучавању сликарства са истом оном енергијом коју је раније био посветио политици револуције. На крају, у интервалу између сликања Заклетве браће Хорација и Наполеоновог пораза у бици код Ватерлоа, био је одговоран за обуку и индоктринацију стотине младих сликара из целе Европе, међу њима и таквих будућих мајстора као што су Франсоа Жерар, Антоан-Жан Грос и Жан-Огист-Доминик Енгр. Индоктринација је започела премисом да је основа уметности контура (обрис) предмета и тела, па га се може сматрати делимично одговорном за претерано истицање цртежа које је карактерисало европско академско сликарство у 19. веку. Али сам Давид, како показују његова дела, није увек био непријатељски расположен према богатим хроматским ефектима; чак и 1860. могло би га се окарактерисати већим колористом од Ежена Делакроа, „оца целе школе модернизма’’.
Неокласицизам је вероватно био склон да презире портрет, јер би савременом портретираном обично недостајао „универзални изглед” и „голотиња” древне статуе. Давид је, међутим, од почетка своје каријере радио портрете, многе изузетне по психолошкој карактеризацији појединца и изгледу чврстоће меса. У периоду од 1782–83 позирао му је Алфонс Лерој, паришки професор медицине; 1784. госпођа Пекул, његова ташта; 1788. хемичар Антоан-Лоран Лавоазје, са госпођом Лавоазје. Године 1795. сада већ слободан, уметник је портретирао своју лепу и елегантну снају, госпођу Серизја и њеног мужа. Године 1800. урадио је чувени портрет овог периода, Портрет госпође Рекамје, који је оставио недовршеним јер се портретирана, а која је тада била на почетку своје каријере владајуће паришке лепотице, показала непоузданом у погледу позирања.
Али Давид није био човек за живот обичног мајстора-учитеља и портретисте. Године 1799. поново је извео спектакуларан повратак у жижу јавности са новим џиновским платном, Интервенција Сабињанки. Слика, а која се често погрешно назива Отмица Сабињанки, представља тренутак неколико година након легендарне отмице, када су жене, сада већ задовољне супруге и мајке, прекинуле битку између својих римских мужева и Сабињаца који су дошли у нежељену спасилачку мисију; у жижи сукоба стоји љупка Сабињанка Херсилија, која једном руком умирује римског Ромула, а другом брадатог Сабињана Тита Тација. Уметник је сада изјавио да му је циљ да се удаљи од наводне „римске сировости” присутне код Заклетве браће Хорација и представи сцену на грациознији, грчки начин, а добио је и одушевљење и аплауз публике за елеганцију приказаних фигура. На одређени начин, такође и одобрење за своју наводну намеру да сада проповеда помирење након 10 година крвопролића у Француској. Али можда је највећу пажњу привукао голотињом својих античких ратника; пошто је престао да буде „Робеспјерова четкица”, сада је постао, у популарном жаргону шире публике, „Рафаел гологузих’’ (фр. sansculottes; другим речима, „Рафаел радикалних републиканаца”).

### Давид и Наполеон
Под Наполеоном, друштвени живот Париза претворио се у карневал. Ослобођени моралистичких стега Револуције и поново сигурни да се тло неће отворити под њиховим ногама нити ће гиљотина пасти на њихове вратове, људи с новцем препуштали су се ужицима који су били једнако испразни и често раскалашни као некадашњи ексцеси несталог света француског двора.
Давидов утицај на моду достигао је ниво без преседана у историји уметности. На отменим баловима доминирале су „класичне богиње”. Свака луксузно уређена соба била је колико год је то било могуће у складу са античким грчким или римским узорима, прилагођеним савременом начину живота. Стилови декорације и костима, названи Директорски и Ампир (империјални), у складу са политичким фазама Наполеонове владавине, у потпуности дугују своје постојање Давиду. Класични намештај који је дизајнирао и израдио за потребе свог атељеа био је масовно копиран, не само у Паризу већ широм Европе, па чак и у Америци. У том периоду Давид се бавио званичним наруџбинама за Наполеона, али и другим сликама које су га занимале. После огромног успеха Сабињана, госпођица Рекамје, амбициозна заводница и једна од водећих дама друштвеног и интелектуалног Париза, није презала да му се обрати писмом: „Организовала сам све тако да могу да Вам позирам под условима које сте навели. Надам се да разумете колико ценим ваше дело. Бићу вам на располагању за заказивање позирања; јавите ми када вам одговара да почнемо.” 
Портрет који је уследио једно је од најделикатнијих Давидових дела, савршен израз духа директорског стила у његовој најчистијој форми. Такође је једно од његових најсликарскијих дела, будући да никада није довршено и да никада није добило коначни слој углачане површине, карактеристичан за остатак његовог рада. Мадам Рекамје није била приказана у костиму за археолошки маскенбал, већ у тадашњој моди, с једним изузетком — босим ногама. На томе је Давид инсистирао, иако је тиме одвео моду класичне имитације даље него што је чак и она била спремна да прихвати. До озбиљнијег неспоразума дошло је када је Давид одбио да наслика њену косу онаквом каква јесте. Инсистирао је да буде светлосмеђа, у складу с целокупном колористичком схемом слике и у духу класичног идеала лепоте. Међутим, мадам Рекамје имала је угљеноцрну косу на коју је била поносна. Без његовог знања, отишла је код његовог најуспешнијег ученика, Жерара, који је био поуздан избор за врсту портрета какав је желела. Када је Жерар то саопштио Давиду, овај му је рекао да настави с послом, али је одбио да доврши портрет који је он радио. Тако је слика остала недовршена, али управо у томе открива Давидов додир у његовој најосетљивијој и најсуптилнијој форми, без и најмање жртве прецизности и сигурности. Тек овде постаје јасно колико је од те осећајности изгубљено кроз његову каснију, изузетно дисциплиновану технику. Осим Марата, ово је једино Давидово значајно дело у којем његову уметничку сензибилност не спутавају крајње строги захтеви занатске дисциплине. 
Када је Наполеон 1804. преузео титулу цара, Давид је добио звање Првог сликара. Већ неко време се повукао из политичког живота и сада је сликао искључиво да би обележио кључне догађаје Наполеонове владавине, али не и да би их тумачио, осим кроз уопштени приказ цара у достојанственом и узвишеном светлу. Дух Наполеонових наруџбина најбоље је сажет у Крунисању (Le Sacre), монументалној слици површине око 47 квадратних метара, која је требало да буде део серије од четири платна (довршена су два), посвећена прослави цара након његовог крунисања. Слика је приказ самог чина крунисања, грандиозан „портрет” надљудских размера. За потребе рада на слици једна црква је претворена у атеље — баш као што је 1792. године црква била искоришћена за израду Заклетве на тениском терену. Било је то 1805, а Давид је имао скоро шездесет година. Имао је читав тим помоћника: за архитектонске позадине био је задужен стручњак за перспективу по имену Деготи, док је његов ученик Жорж Руже био главни међу помоћницима. И поред тога, Давид је за сваку појединачну главу на слици прво израдио портретни цртеж. Његови помоћници су затим те скице преносили на платно и грубо их осликавали, а Давид је сваку лично завршавао.
Слика приказује Наполеона, који је већ крунисан, како заузврат крунише своју царицу у присуству папе, мноштва достојанственика и прилично осредњих чланова његове породице. Наполеон је желео да буде представљен у овом тренутку, а не у оном када је клечао да би га папа крунисао, како не би остао забележен ни пред чијим ногама. Приговарано је да дворани на слици делују као новопечени богаташи у свом најбољем недељном оделу. То, наравно, и јесу били.
За ову, као и за друге слике на којима га је Давид насликао, Наполеон је одбио да позира. „Зашто вам треба модел?” питао је. „Зар мислите да су велики људи антике позирали за своје портрете? Коме је важно да ли су бисте Александра Великог личиле на њега? Довољно је да имамо његову слику која одговара његовом генију. Тако треба сликати велике људе.” У Крунисању, „велики човек” је представљен као виђен, али готово дечачки лик, који ставља круну на главу скандалозно подмлађене царице Жозефине. За њен лик Давиду је позирала једна од њених кћери. Када је један познаник приговорио због ласкаве трансформације жене која је у стварности имала лоше очуваних четрдесет и једну годину, и била шест година старија од супруга, Давид је тај приговор хладно прекинуо предложивши му да га изнесе директно царици.
У Крунисању Давид је имао готово немогућ задатак. Није била проблем само величина слике. Наполеон је захтевао директан приказ догађаја, без митолошких и античких референци, што је Давиду одузело омиљени ослонац и приморало га на прилично приземан реализам, спашен од досаде једино раскошношћу саме церемоније. Све у свему, Крунисање је, упркос свему што је Давид могао учинити, гломазна и заморна слика. Ипак, она је вероватно најпознатија слика међу француским школарцима и остала је симбол славних дана Наполеонове моћи. С обзиром на почетне тешкоће, Давидово решење било је више него задовољавајуће.
Проблем организовања толиког броја фигура решио је делом груписањем, али још више мање очигледним средством — доследним осветлењем, које сваку фигуру повезује у уверљив однос с другима. У том осветлењу нема суптилности; оно уједињује слику једноставно зато што свуда пада логично. Да би себи помогао, Давид је начинио макету сцене у размери, са минијатурним фигурама у костимима. Ипак, Крунисање није узбудљива слика осим кроз асоцијацију на величанственост самог догађаја. У њој је Давид беспрекоран занатлија, али није уметник емоције или интелектуалне снаге. 
Када је Наполеон свргнут, Давид је прогнан. Остатак живота провео је у Бриселу, сликајући оно што је сам одабрао, окружен следбеницима традиције коју је успоставио, као велики старац француског сликарства. У младости, док је још био кандидат за римску награду, насликао је слику Марс побеђен од Минерве — приказ сила насиља и хаоса које побеђује разум. То је ветровита, накићена композиција, пуна маниризама осамнаестовековног сликарства, које је Давид касније поништио својим класичним стилом. Његово последње дело, завршено у изгнанству педесет три године касније, 1824. године, само годину дана пре смрти, представља још једну верзију пораза Марса. На ранијој слици, Венера лебди у близини, подржавајући Минерву, али у каснијој верзији она је преузела њену улогу. У Марсу разоружаном од Венере и Грацијâ, насиље и хаос не побеђује разум, већ срце. Купидон скида сандале бога рата, који предаје свој мач и штит Грацијама. Венера му ставља венац од цвећа на главу, док пар голубица гуче на његовом снажном бедру.
Слика је помало сладуњава, помало пренаглашено грациозна. Можда је то сањарење старог човека, али је можда и Давидово извињење за фанатичну строгост својих ранијих уверења.